# Долчедо
Долчедо (итал. Dolcedo) је насеље у Италији у округу Империја, региону Лигурија.
Према процени из 2011. у насељу је живело 646 становника. Насеље се налази на надморској висини од 92 м.

## Становништво
| 1936. | 1951. | 1961. | 1971. | 1981. | 1991. | 2001. | 2011. |
| ----- | ----- | ----- | ----- | ----- | ----- | ----- | ----- |
| 1.675 | 1.542 | 1.477 | 1.222 | 1.158 | 1.117 | 1.193 | 1.451 |